# Encyklopedický ústav Československé akademie věd
Encyklopedický ústav ČSAV byl ústav akademie věd z roku 1959 zrušený v roce 1992. V průběhu existence vícekrát měnila organizační struktura a název. Byly užívány názvy: Encyklopedický institut, Encyklopedická kancelář a Encyklopedická komise. Po většinu své existence chystal vytvořit novou všeobecnou encyklopedii odrážející tehdejší společenskou realitu pod názvem Velká československá encyklopedie. Tato nová encyklopedie měla nahradit do té doby stále ještě používaný, ale zastaralý a ideologicky nevyhovující Ottův slovník naučný. Přestože se chystala od šedesátých až alespoň po osmdesátá léta tak žádná její část nikdy nevyšla.
Roku 1955 byl Bohumil Němec pověřen vedením komise ČSAV pro přípravu encyklopedie. Prvního ledna 1959 byl zbaven funkce z ideologických důvodů a nahrazen Vladimírem Procházkou.
Při vytváření nových encyklopedií silně využíval hesláře i obsahu starších encyklopedií. Například zhruba polovina hesel z Encyklopedického slovníku je podobná heslům Příručního slovníku naučného (typicky zkrácené) a jeho heslář je z velké části podmnožinou PSN.
V rámci reorganizace Akademie věd byl ústav k 31. 12. 1992 zrušen.
Ústav vydal:
- 1962–67: čtyřdílný Příruční slovník naučný,
- 1972: jednosvazkový Encyklopedický slovník A – Ž,
- 1980–82: trojdílný Ilustrovaný encyklopedický slovník (IES)
- 1984–86: 6sv. Malá československá encyklopedie
- 1992: Československý biografický slovník, jeden svazek ve stejném formátu jako MČSE, tvořící možný rozšiřující díl.
- 1993 (již po zrušení ústavu) Geografický místopisný slovník (GMS).

## Encyklopedie připravované po 1989 které nevyšly[4]
- Encyklopedie demokratické revoluce. Zhruba 3/4 textů bylo připraveno
- Slovník přírodních věd a techniky.
- Encyklopedie životního prostředí. Texty byly připraveny.

## Encyklopedie připravované po 1989 které byly vydány jinými nakladatelstvími[4]
- A-Ž. Vydal Encyklopedický dům a Odeon roku 1993 pod názvem Encyklopedický slovník. Další vydání: Ilustrovaná encyklopedie (3 svazky, 1995), Česká multimediální encyklopedie (1995, na cd-rom), Malá ilustrovaná encyklopedie (Levné knihy 2006).
- Velký biografický slovník. Vydala Paseka pod názvem Český biografický slovník XX. století.